# Sabana de Torres
Sabana de Torres ist eine Gemeinde (municipio) im Departamento Santander in Kolumbien.

## Geographie
Die Gemeinde Sabana de Torres liegt in der Provinz Mares im Nordwesten von Santander in der Subregion Magdalena Medio Santandereano. Die Stadt liegt auf einer Höhe von 110 Metern. Sabana de Torres hat eine Jahresdurchschnittstemperatur von etwa 28 °C und liegt ungefähr 110 km von Bucaramanga entfernt. An die Gemeinde grenzen im Norden Rionegro, im Osten Lebrija und Girón, im Süden Barrancabermeja und San Vicente de Chucurí und im Westen Puerto Wilches.

## Bevölkerung
Die Gemeinde Sabana de Torres hat 17.965 Einwohner, von denen 12.304 im städtischen Teil (cabecera municipal) der Gemeinde leben (Stand: 2019).

## Wirtschaft
Die wichtigsten Wirtschaftszweige in Sabana de Torres sind die Erdölförderung, die Landwirtschaft und die Holzwirtschaft. Im Bereich der Landwirtschaft handelt es sich besonders um Milchproduktion, Rinderproduktion, Geflügelproduktion, Fischerei sowie Palmölproduktion.